# Жежеленко Ігор Володимирович
Жежеленко Ігор Володимирович (17 квітня 1930, м. Жданов Донецька область - 8 травня 2022 року) — український науковець, доктор технічних наук, професор. Заслужений діяч науки і техніки України.

## Біографія
Закінчив у 1954 році Московський енергетичний інститут за спеціальністю «Електричні станції, мережі та системи». Працював за фахом у м. Глазов, у Жданівській філії «Укрдіпромез».
З середини 1960-х років активно займається науковими дослідженнями. У 1967 захищає кандидатську дисертацію в галузі електроенергетики в Київському політехнічному інституті, в 1974 році — докторську дисертацію.
З 1966 року працює в Жданівському металургійному інституті: старший викладач, доцент, з вересня 1969 року до червня 1977 року завідує кафедрою електротехніки, з червня 1977 року — завідує кафедрою електропостачання промислових підприємств.
З 1979 року — проректор з навчально-методичної роботи, з 1981 по 2003 роки — ректор Жданівського металургійного інституту.
Загинув 8 травня 2022 року у Маріуполі. 

## Науковий доробок
Ігор Володимирович Жежеленко є основоположником наукового напряму «Ефективність та якість електропостачання промислових підприємств». Сфера наукової зацікавленості: аналіз проблем вищих гармонік, несиметрії, відхилень і коливань напруги, компенсації реактивної потужності.
Автор понад 460 публікацій у вітчизняних та зарубіжних виданнях, серед його наукових робіт 18 монографій, підручників та навчально-методичних посібників та 20 винаходів. Під його керівництвом виконано і захищено 7 докторських і 44 кандидатських дисертацій.

## Звання, відзнаки, нагороди
- Почесний громадянин міста Маріуполя, почесний доктор Мішкольцького університету (Угорщина), Інституту прикладних наук (м. Вюрцбург, Німеччина).
- Премія імені Ярослава Мудрого (1997 рік)
- Премія імені Святого Володимира (1999 рік)
- Заслужений діяч науки і техніки України (1990 рік)
- Орден «За заслуги» III ступеня (2020 рік)[2]

## Основні роботи
- Жежеленко, Ігор Володимирович. Вищі гармоніки в системах електропостачання промпідприємств/ І. В. Жежеленко. — 2-е вид., Перероб. і доп. — М.: Вища школа, 1984. — 160 с. : Іл.; 20 см.
- Жежеленко, Ігор Володимирович. Електромагнітні перешкоди в системах електропостачання промислових підприємств/ І. В. Жежеленко, О. Б. Шиманський. — Київ: Вища шк., 1986. — 117, с. : Іл.; 20 см.
- Жежеленко, Ігор Володимирович. Реактивна потужність в системах електропостачання: [Навч. посібник для спец. «Електропостачання»]/ І. В. Жежеленко, Ю. Л. Саєнко; М-во вищ. і середовищ. спец. освіти УРСР, Учеб.-метод. каб. по вищ. утворення, Маріуп. металург. ін-т. — Київ: УМКВО, 1989. — 105, с. : Іл.; 20 см.
- Жежеленко, Ігор Володимирович. Показники якості електроенергії та їх контроль на промислових підприємствах/ І. В. Жежеленко. — 2-е вид., Перераб. і доп. — М.: Вища школа, 1986. — 166, с. : Іл.; 20 см — (ЕТЕ Економія палива та електроенергії).
- Жежеленко, Ігор Володимирович. Основні положення проблеми підвищення якості електроенергії на промислових підприємствах/ І. В. Жежеленко, М. Л. Рабинович, В. М. Божко. — Київ: О-во «Знання» УРСР, 1980. — 33 с.; 20 см — (Енергетика і електрифікація / О-во «Знання» УРСР).
- Жежеленко, Ігор Володимирович. Методи імовірнісного моделювання в розрахунках характеристик електричних навантажень споживачів/ І. В. Жежеленко, Є. А. Кротков, В. П. Степанов. — 2. вид., перераб. і доп. — Самара: Самар. держ. техн. ун-т, 2001. — 193, с. : Іл., Табл.; 20 см. ISBN 5-7964-0244-7
- Жежеленко, Ігор Володимирович. Технічні засоби забезпечення якості електроенергії в електричних мережах з дуговими сталеплавильними печами/ І. В. Жежеленко, М. Л. Рабинович, В. М. Божко. — Київ: про-во «Знання» УРСР, 1982. — 23 с. : Іл.; 20 см — (На допомогу лектору та спеціалісту / О-во «Знання» УРСР, ISSN Ефективна від. Використ. Матеріальних і топлів.-енерг. Ресурсів).
- Жежеленко, Ігор Володимирович. Якість електроенергії на промислових підприємствах/ І. В. *Жежеленко, М. Л. Рабинович, В. М. Божко. — Київ: Техніка, 1981. — 160 с. : Іл.; 22 см.
- Жежеленко, Ігор Володимирович. Вищі гармоніки в системах електропостачання промпідприємств/ І. В. *Жежеленко. — 3-е изд., Перероб. і доп. — М.: Вища школа, 1994. — 264, с. : Іл.; 21 см. ISBN 5-283-01219-0: Б. ц.
- Жежеленко, Ігор Володимирович. Методи імовірнісного моделювання в розрахунках характеристик електричних навантажень споживачів/ І. В. Жежеленко, Є. А. Кротков, В. П. Степанов. — Вид. 2-е, перероб. і доп. — М.: Вища школа, 2003. — 217, с. : Іл., Табл.; 20 см ISBN 5-283-01279-4: 1500